# SN 1999bx
SN 1999bx – supernowa typu II odkryta 26 kwietnia 1999 roku w galaktyce NGC 6745. W momencie odkrycia miała maksymalną jasność 16,50m.